# Liste der Museen in Italien
Dies ist eine Liste der Museen in Italien. Aufgrund seines kulturellen Reichtums besitzt Italien mit rund 1500 Kunstmuseen die weltweit höchste Museumsdichte. Die Museen bilden auch eine wichtige Grundlage für den Tourismus in Italien.

## Museen

### Museen nach Besucherzahl
Eine jährlich vom italienischen Touring Club herausgegebene Studie zu den Besucherzahlen der 30 meistbesuchten Museen in Italien berechnete für diese Museen insgesamt etwa 23 Millionen Besucher für das Jahr 2008.
 Dies entspricht rund einem Viertel aller Besucher der rund 3800 Museen und 1800 archäologischen Stätten in Italien.
| Rang | Museum                                                          | Typ                    | Stadt           | Besucherzahl (2007) |
| ---- | --------------------------------------------------------------- | ---------------------- | --------------- | ------------------- |
| 1    | Vatikanische Museen                                             | Kunstmuseum            | Vatikanstadt    | 4.310.083           |
| 2    | Ausgrabungsstätten von Pompeji                                  | Archäologisches Museum | Pompei          | 2.571.725           |
| 3    | Uffizien und Vasarianischer Korridor                            | Kunstmuseum            | Florenz         | 1.615.939           |
| 4    | Dogenpalast                                                     | Kunstmuseum            | Venedig         | 1.466.898           |
| 5    | Aquarium Genua                                                  | Wissenschaftsmuseum    | Genua           | 1.352.000           |
| 6    | Galleria dell'Accademia                                         | Kunstmuseum            | Florenz         | 1.286.722           |
| 7    | Santa Croce                                                     | Kunstmuseum            | Florenz         | 927.976             |
| 8    | Bioparco                                                        | Wissenschaftsmuseum    | Rom             | 898.806             |
| 9    | Museo del Risorgimento                                          | Geschichtsmuseum       | Rom             | 880.000             |
| 10   | Nationalmuseum der Engelsburg                                   | Kunstmuseum            | Rom             | 843.792             |
| 11   | Archäologischer Park Agrigent und Tal der Tempel                | Archäologisches Museum | Agrigent        | 663.889             |
| 12   | Archäologischer Park Neapolis und Ohr des Dionysios             | Archäologisches Museum | Syrakus         | 591.793             |
| 13   | Markusdom                                                       | Kunstmuseum            | Venedig         | 551.000             |
| 14   | Nationales Kinomuseum (Mole Antonelliana)                       | Kunstmuseum            | Turin           | 526.811             |
| 15   | Kapitolinische Museen                                           | Archäologisches Museum | Rom             | 516.420             |
| 16   | Museo Egizio – Ägyptisches Museum                               | Archäologisches Museum | Turin           | 510.174             |
| 17   | Galleria Borghese                                               | Kunstmuseum            | Rom             | 485.548             |
| 18   | Palast von Caserta                                              | Kunstmuseum            | Caserta         | 432.506             |
| 19   | Archäologisches Regionalmuseum Villa Romana del Casale          | Archäologisches Museum | Piazza Armerina | 415.446             |
| 20   | Palazzo Vecchio                                                 | Kunstmuseum            | Florenz         | 412.144             |
| 21   | Museum der Medici-Kapelle (Cappelle Medicee)                    | Kunstmuseum            | Florenz         | 389.103             |
| 22   | Nationalmuseum für Wissenschaft und Technik „Leonardo Da Vinci“ | Wissenschaftsmuseum    | Mailand         | 384.479             |
| 23   | Peggy Guggenheim Collection                                     | Kunstmuseum            | Venedig         | 378.613             |
| 24   | Schatz von Sankt Peter im Vatikan                               | Kunstmuseum            | Vatikanstadt    | 370.870             |
| 25   | Archäologisches Nationalmuseum Neapel                           | Archäologisches Museum | Neapel          | 357.032             |
| 26   | Naturhistorisches Museum                                        | Wissenschaftsmuseum    | Mailand         | 350.000             |
| 27   | Gallerie dell'Accademia                                         | Kunstmuseum            | Venedig         | 337.672             |
| 28   | Museum der Santa Maria delle Grazie                             | Kunstmuseum            | Mailand         | 330.678             |
| 29   | Ausgrabungsstätten von Ostia Antica                             | Archäologisches Museum | Rom             | 312.369             |
| 30   | Ausgrabungsstätten von Herculaneum                              | Archäologisches Museum | Ercolano        | 301.786             |

Anmerkung: Die Vatikanstadt ist ein eigenständiger Staat und eine Enklave innerhalb des Stadtgebiets von Rom.

### Museen nach Region
Von den italienischen Regionen besitzen fünf einen autonomen Sonderstatut.
- Liste der Museen in den Abruzzen
- Liste der Museen in Aostatal
- Liste der Museen in Apulien
- Liste der Museen in der Basilikata
- Liste der Museen in der Emilia-Romagna
- Liste der Museen in Friaul-Julisch Venetien
- Liste der Museen in Kalabrien
- Liste der Museen in Kampanien
- Liste der Museen im Latium
- Liste der Museen in Ligurien
- Liste der Museen in der Lombardei
- Liste der Museen in den Marken
- Liste der Museen in Molise
- Liste der Museen im Piemont
- Liste der Museen in Sardinien
- Liste der Museen in Sizilien
- Liste der Museen in der Toskana
- Liste der Museen in Trentino-Südtirol
  - Liste der Museen im Trentino
  - Liste der Museen in Südtirol
- Liste der Museen in Umbrien
- Liste der Museen in Venetien

### Museen nach Ort
- Liste der Museen in Florenz
- Liste der Museen in Genua
- Liste der Museen in Mailand
- Liste der Museen in Rom
- Liste der Museen in Venedig